# Whirlwind-Gletscher
Die Whirlwind-Gletscher sind vier große Gletscher, die gemeinsam in die Westseite des Whirlwind Inlet an der Bowman-Küste des Grahamlands auf der Antarktischen Halbinsel einmünden. Die Gletscher sind im Einzelnen
- der Flint-Gletscher (67° 17′ S, 65° 25′ W), der zwischen dem Demorest-Gletscher und Kap Northrop in südlicher Richtung zum Whirlwind-Inlet fließt. Benannt ist er nach Richard Foster Flint (1902–1976), Geologe der Yale University.[1] In Chile heißt er Glaciar Yáñez. Namensgeber ist Parmenio Yáñez Andrade (1902–1977), Chiles erster Meeresbiologe und Teilnehmer an der 1. Chilenischen Antarktisexpedition (1946–1947),[2]
- der Demorest-Gletscher (67° 20′ S, 65° 37′ W), der zwischen dem Flint- und dem Matthes-Gletscher in südöstlicher Richtung zum Whirlwind-Inlet fließt. Benannt ist er nach dem US-amerikanischen Glaziologen Max Harrison Demorest (1910–1942),[3]
- der Matthes-Gletscher (67° 30′ S, 65° 47′ W), der mit einer Länge von 15 km zwischen dem Demorest- und dem Chamberlin-Gletscher in östlicher Richtung zum Whirlwind Inlet fließt. Benannt ist er nach dem US-amerikanischen Glaziologen François E. Matthes (1874–1948), leitender Geologe des United States Geological Survey,[4] und
- der Chamberlin-Gletscher (67° 34′ S, 65° 44′ W), der 6,5 km südöstlich des Matthes-Gletschers in nordöstlicher Richtung zum Whirlwind Inlet fließt. Benannt ist er nach dem US-amerikanischen Glaziologen und Geomorphologen Thomas Chrowder Chamberlin (1843–1928).[5]

Entdeckt wurden sie bei einem Überflug am 20. Dezember 1928 durch den australischen Polarforscher Hubert Wilkins. Wilkins benannte sie so, da sie ihn in ihrer radialen Anordnung an einen Sternmotor der Typenserie Wright Whirlwind des US-amerikanischen Herstellers Wright Aeronautical erinnerten. Sie wurden 1940 bei der United States Antarctic Service Expedition (1939–1941) aus der Luft fotografiert. 1948 nahm der Falkland Islands Dependencies Survey eine Kartierung des Gebiets vor.